# Verran
Verran é uma comuna da Noruega, com 601 km² de área e 2 684 habitantes (censo de 2004).